# Nechszebi
Zijai ed-din Nechszebi – pisarz perski, poeta suficki. Urodzony na terenie obecnego Uzbekistanu, przeniósł się do Indii na początku XIV wieku. Kojarzony z suficką grupą pod przewodnictwem Shajkha Hamida ad-Din Nagauriego. Inspirował się poezją Amira Chosrou. Najbardziej znany jako twórca Księgi Papugi, zbioru 52 moralizatorskich opowiadań w języku perskim, ściśle bazujących na wcześniejszym dziele Siedemdziesiąt opowieści papugi, spisanym w XII wieku w sanskrycie.